# Salariinae
Sous-famille
Les Salariinae sont une sous-famille de poissons de la famille des Blenniidae qui se rencontrent dans tous les milieux depuis l'eau douce jusqu'à l'eau de mer.

## Liste des genres
Selon World Register of Marine Species (26 janvier 2025) :
- Aidablennius Whitley, 1947
- Alloblennius Smith-Vaniz & Springer, 1971
- Alticus Lacepède, 1800
- Andamia Blyth, 1858
- Antennablennius Fowler, 1931
- Atrosalarias Whitley, 1933
- Bathyblennius Bath, 1977
- Blenniella Reid, 1943
- Chalaroderma Norman, 1944
- Chasmodes Valenciennes, 1836
- Cirripectes Swainson, 1839
- Cirrisalarias Springer, 1976
- Coryphoblennius Norman, 1944
- Crossosalarias Smith-Vaniz & Springer, 1971
- Dodekablennos Springer & Spreitzer, 1978
- Ecsenius McCulloch, 1923
- Entomacrodus Gill, 1859
- Exallias Jordan & Evermann, 1905
- Glyptoparus Smith, 1959
- Hirculops Smith, 1959
- Hypleurochilus Gill, 1861
- Hypsoblennius Gill, 1861
- Istiblennius Whitley, 1943
- Lipophrys Gill, 1896
- Litobranchus Smith-Vaniz & Springer, 1971
- Lupinoblennius Herre, 1942
- Medusablennius Springer, 1966
- Microlipophrys Almada, Almada, Guillemaud & Wirtz, 2005
- Mimoblennius Smith-Vaniz & Springer, 1971
- Nannosalarias Smith-Vaniz & Springer, 1971
- Ophioblennius Gill, 1860
- Parablennius Miranda Ribeiro, 1915
- Parahypsos Bath, 1982
- Paralticus Springer & Williams, 1994
- Pereulixia Smith, 1959
- Praealticus Schultz & Chapman, 1960
- Rhabdoblennius Whitley, 1930
- Salaria Forsskål, 1775
- Salarias Cuvier, 1816
- Scartella Jordan, 1886
- Scartichthys Jordan & Evermann, 1898
- Stanulus Smith, 1959

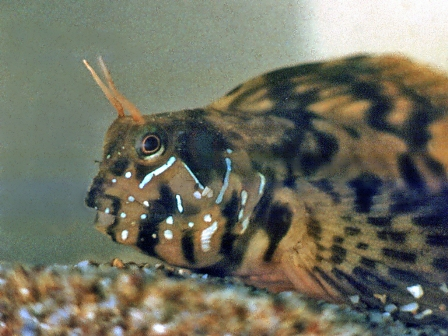
Aidablennius sphynx
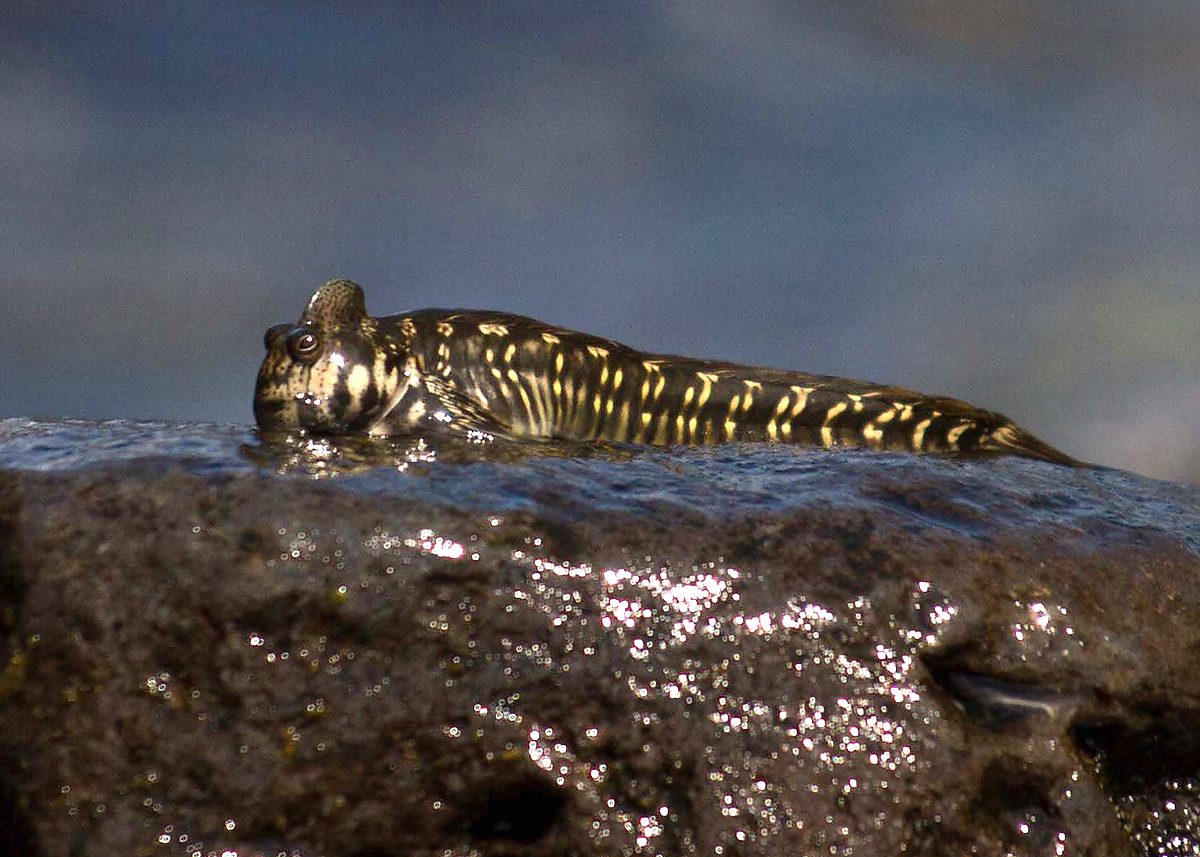
Alticus anjouanae
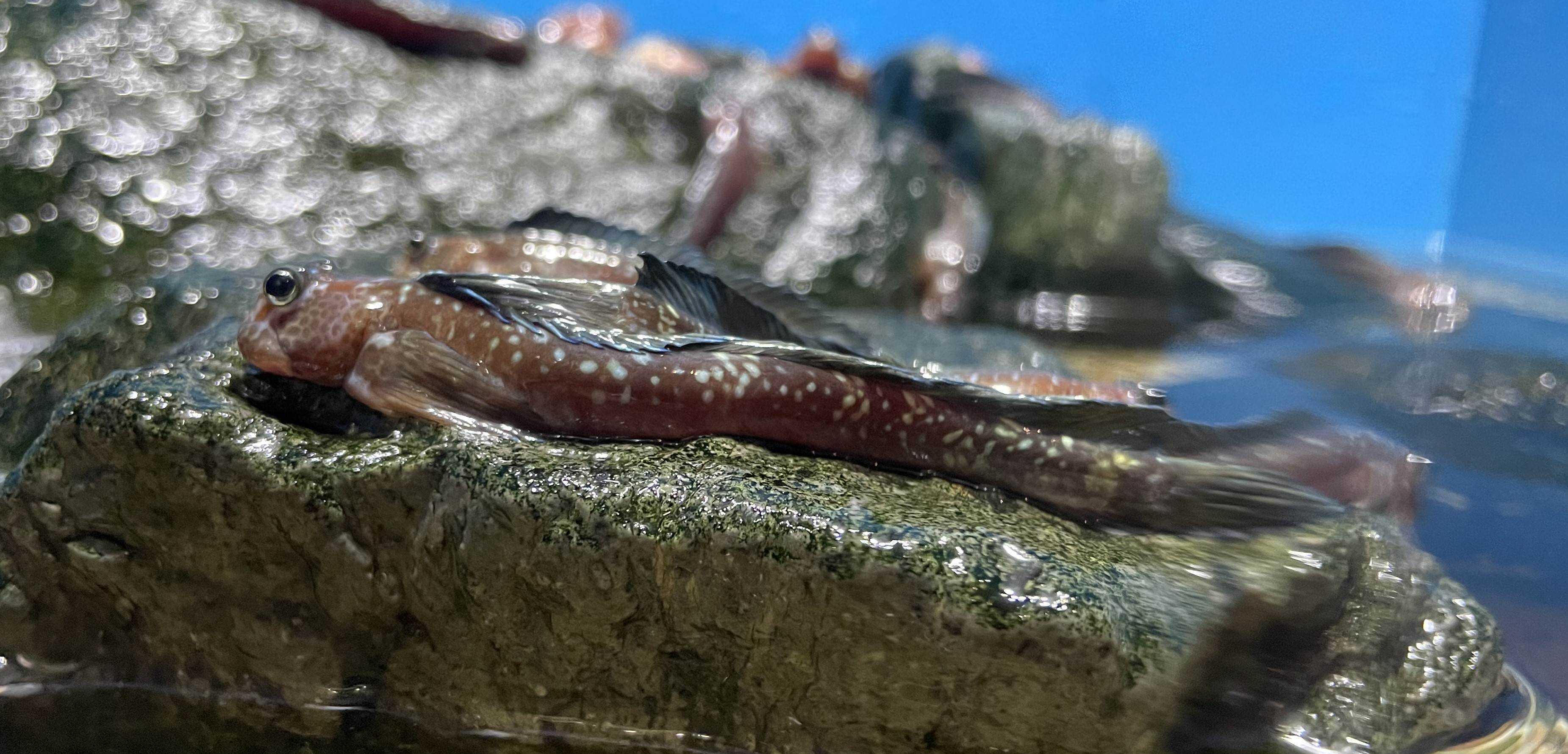
Andamia tetradactylus
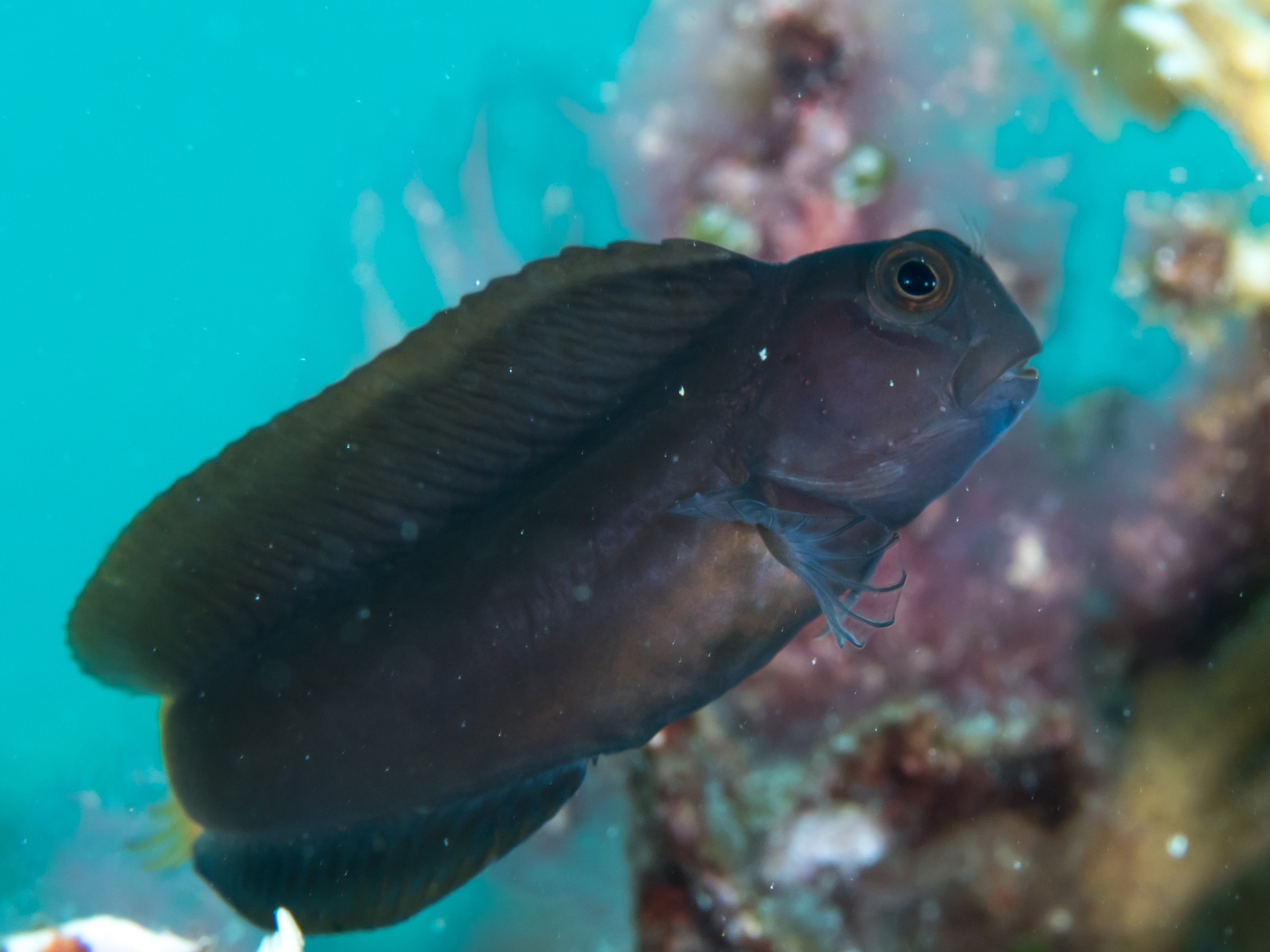
Atrosalarias fuscus
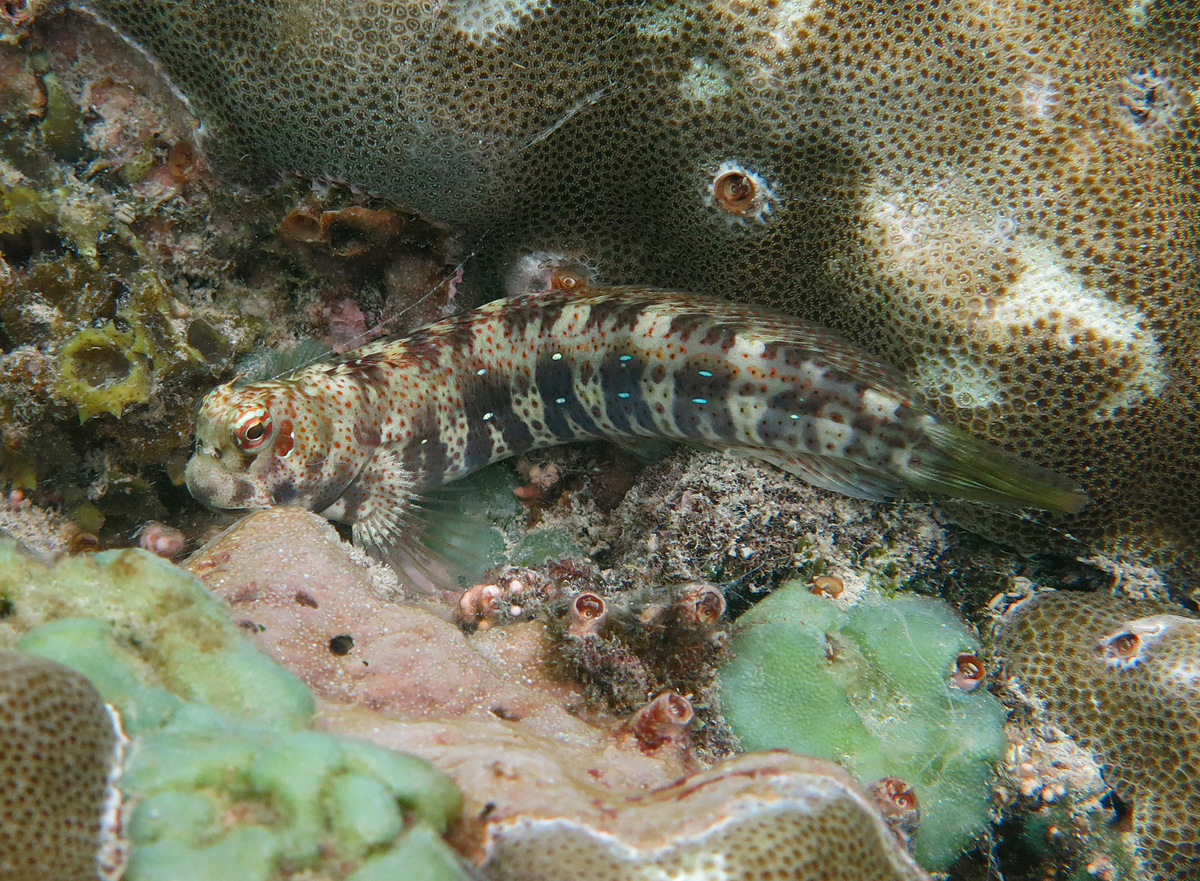
Blenniella periophthalmus
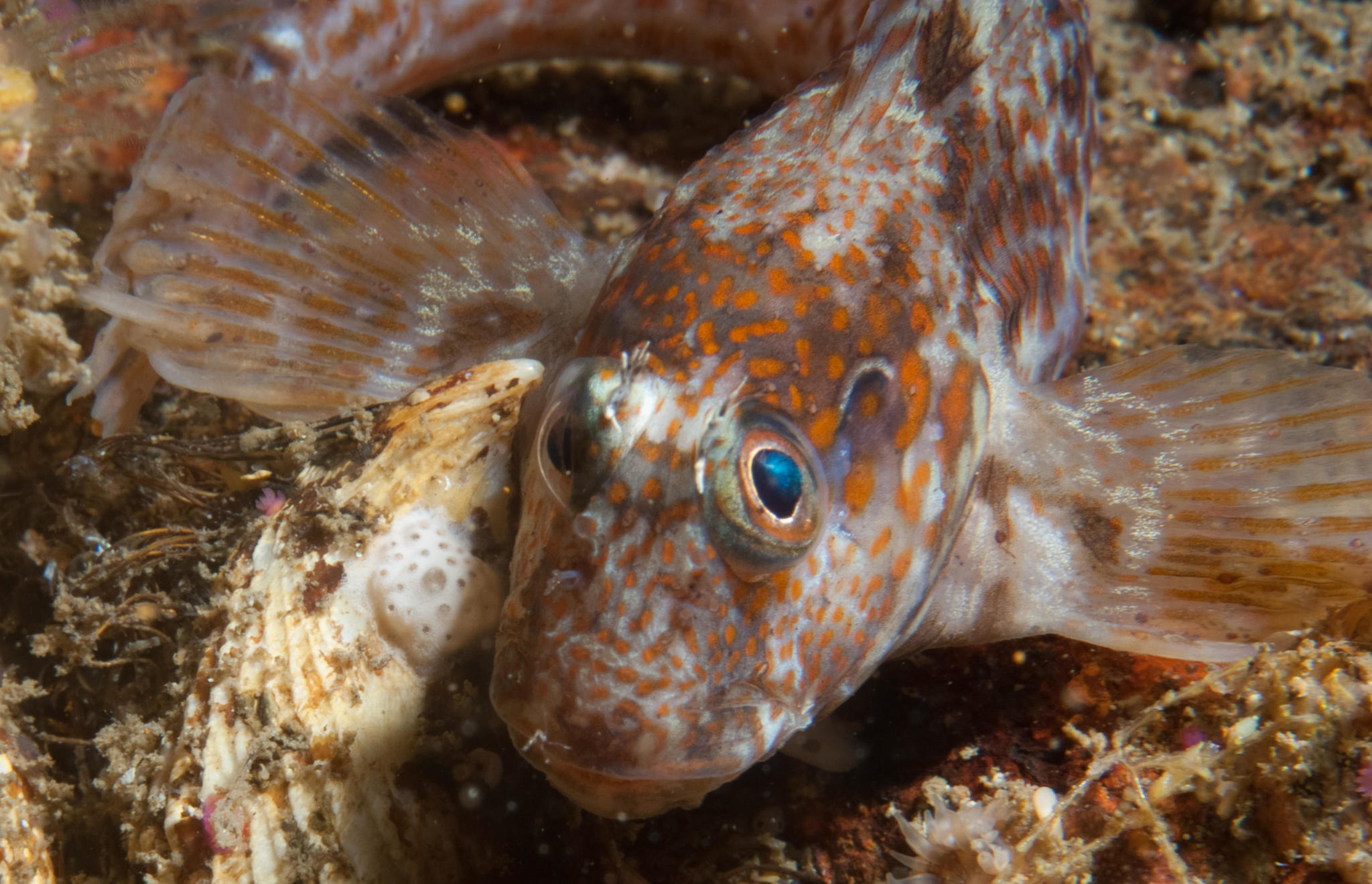
Chalaroderma ocellata
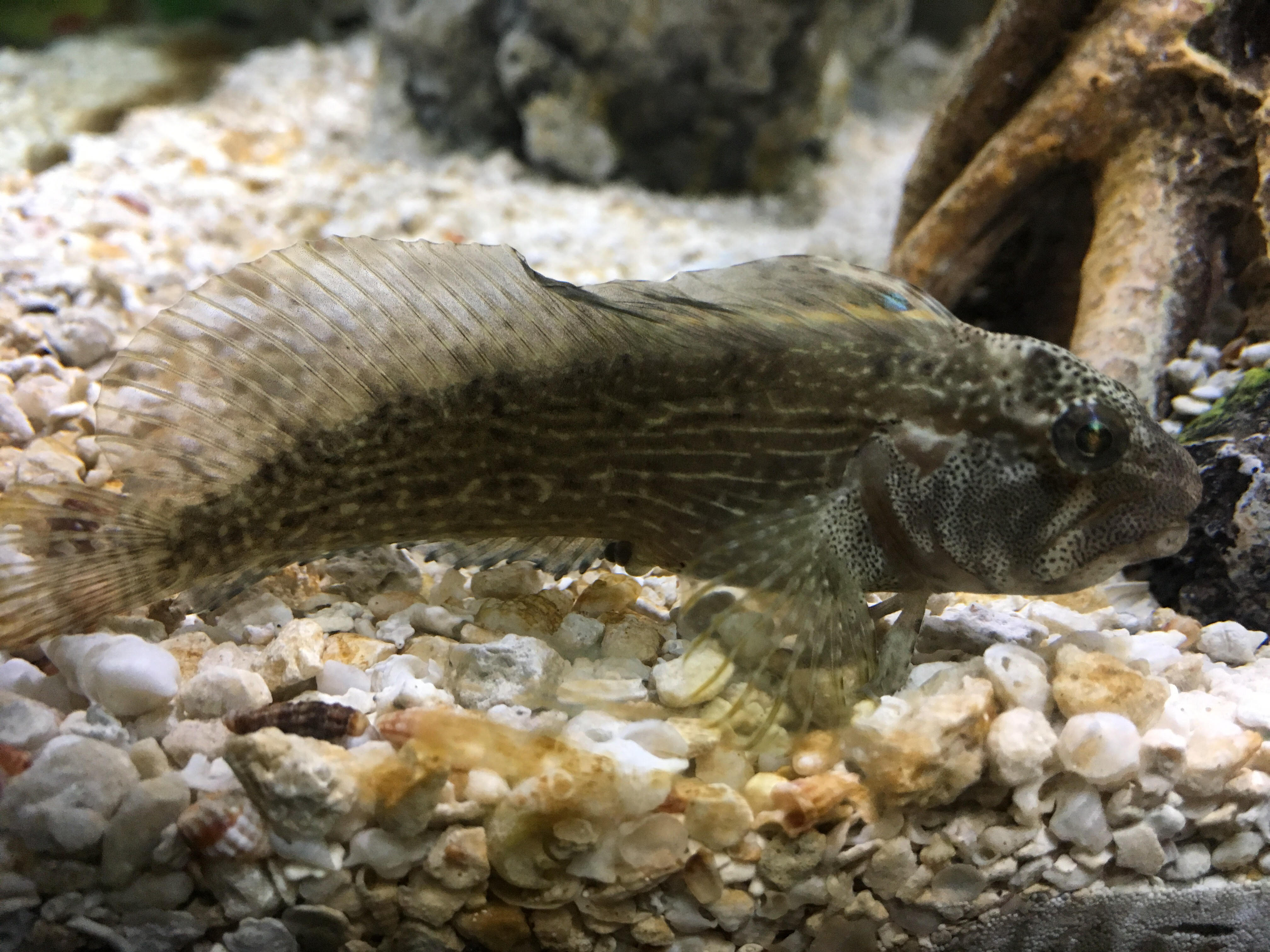
Chasmoides bosquines
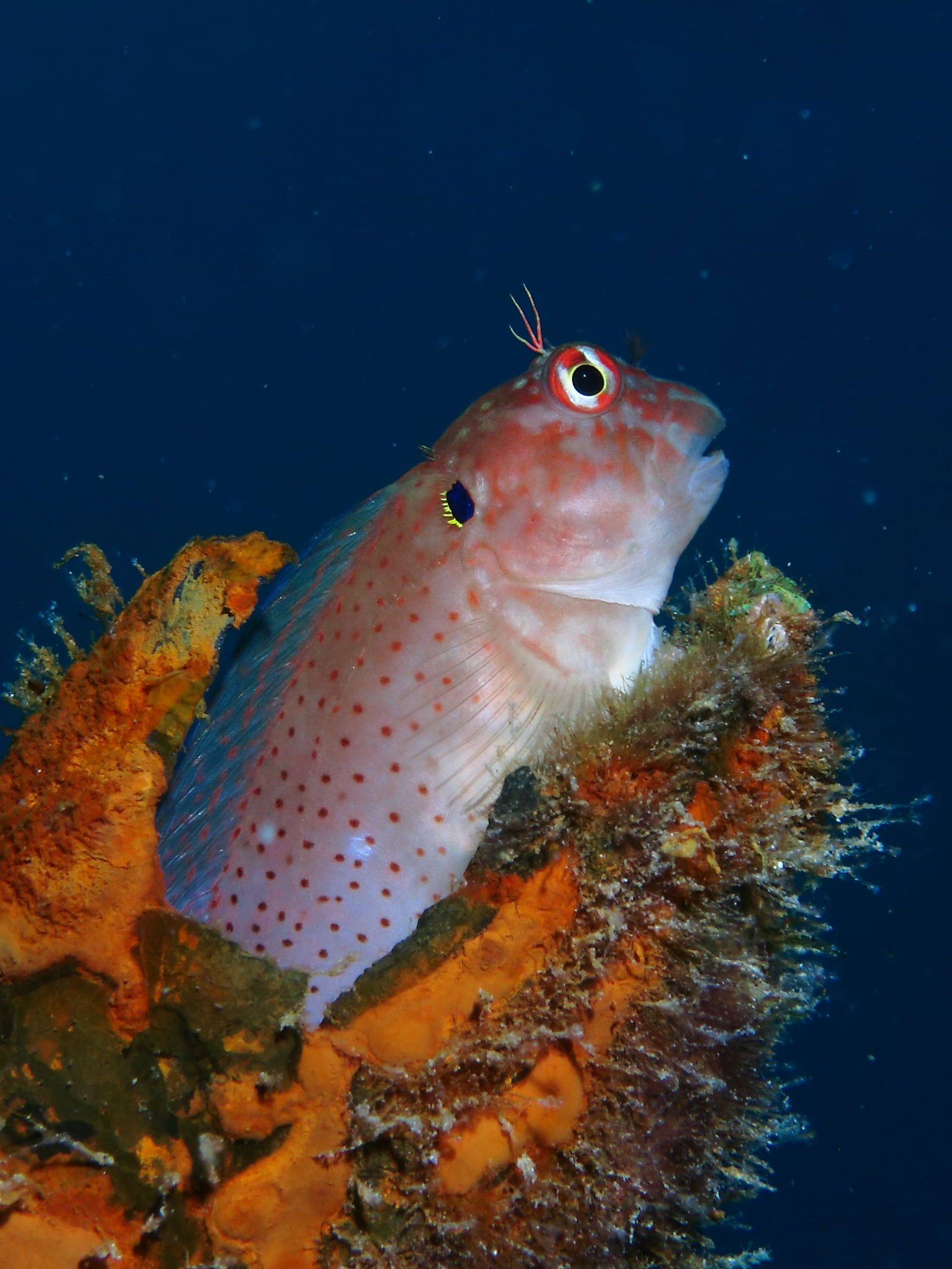
Cirripectes auritus
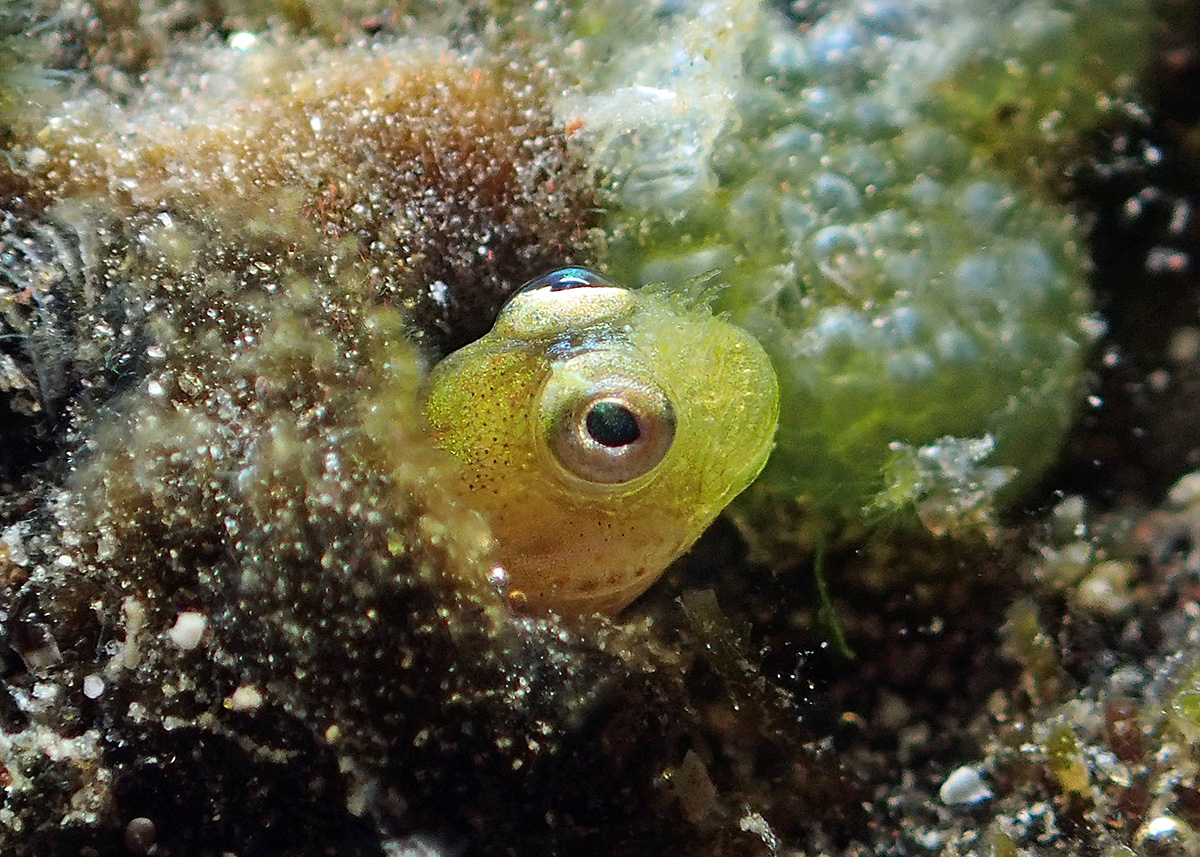
Cirrisalarias bunares
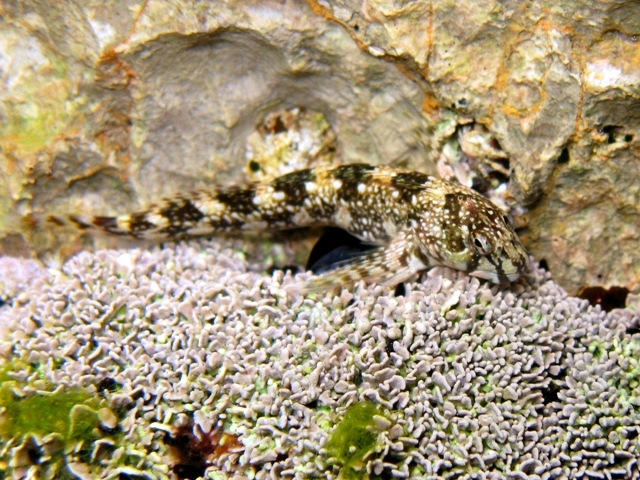
Coryphoblennius galerita
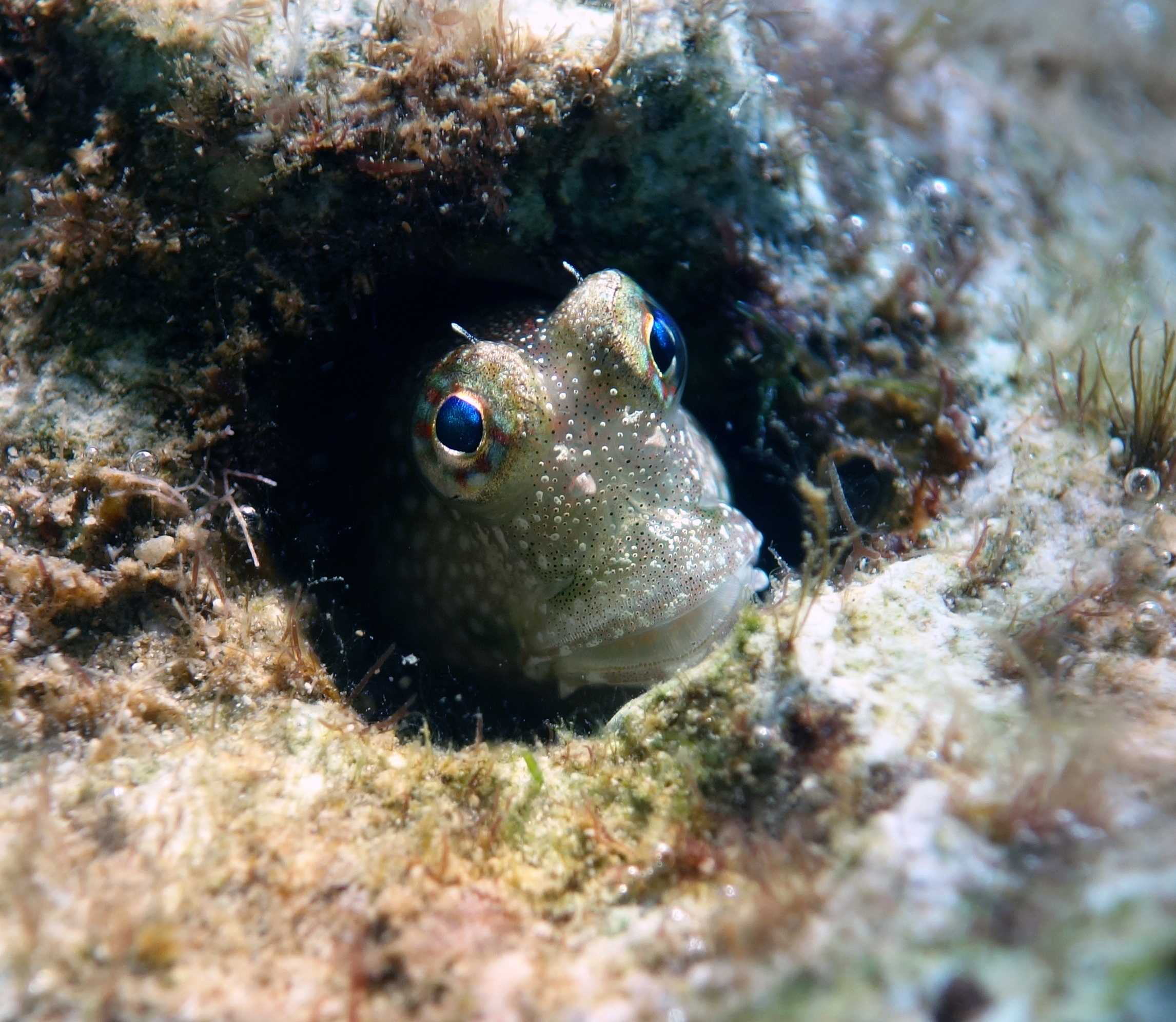
Crossosalarias macrospilus
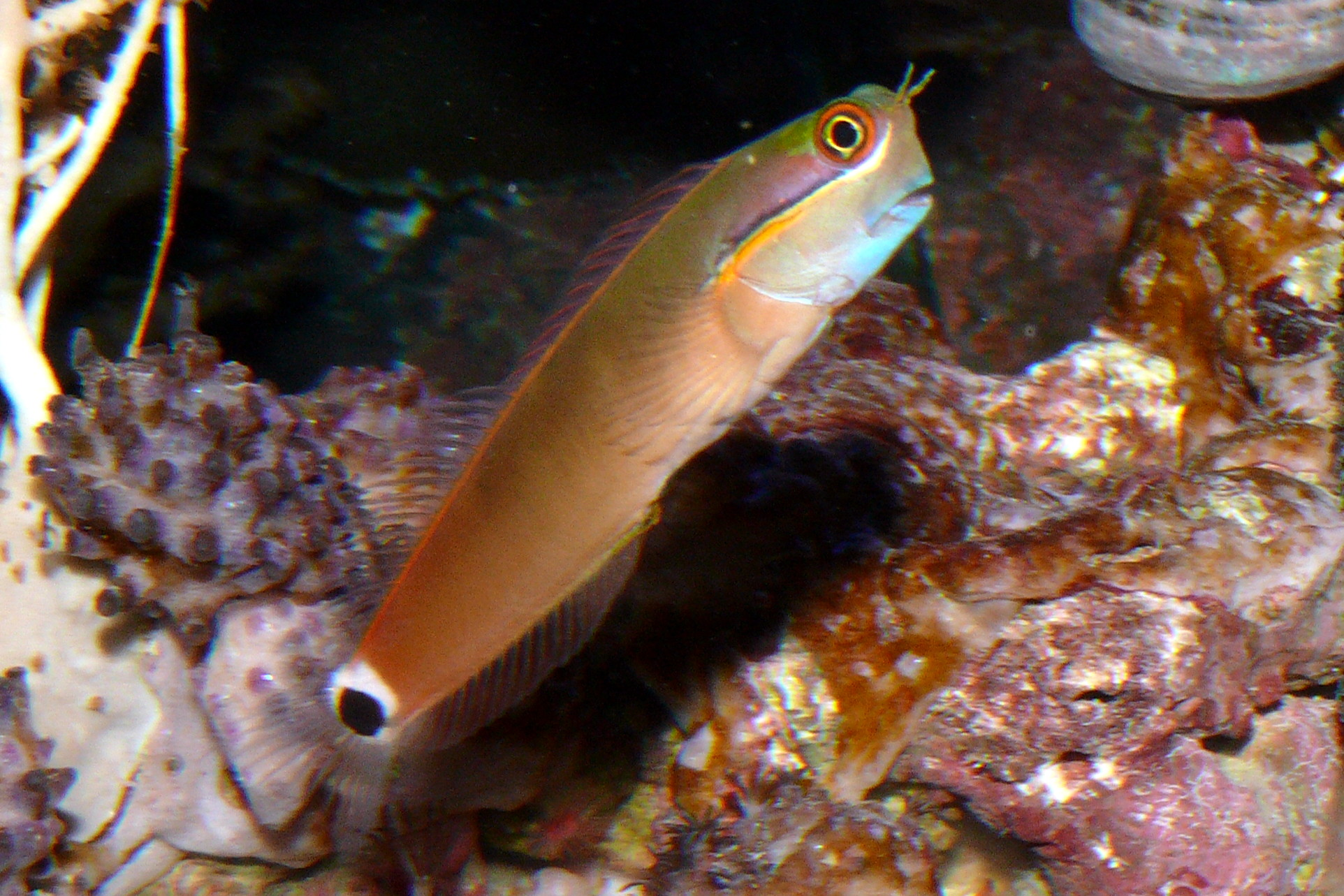
Ecsenius stigmatura
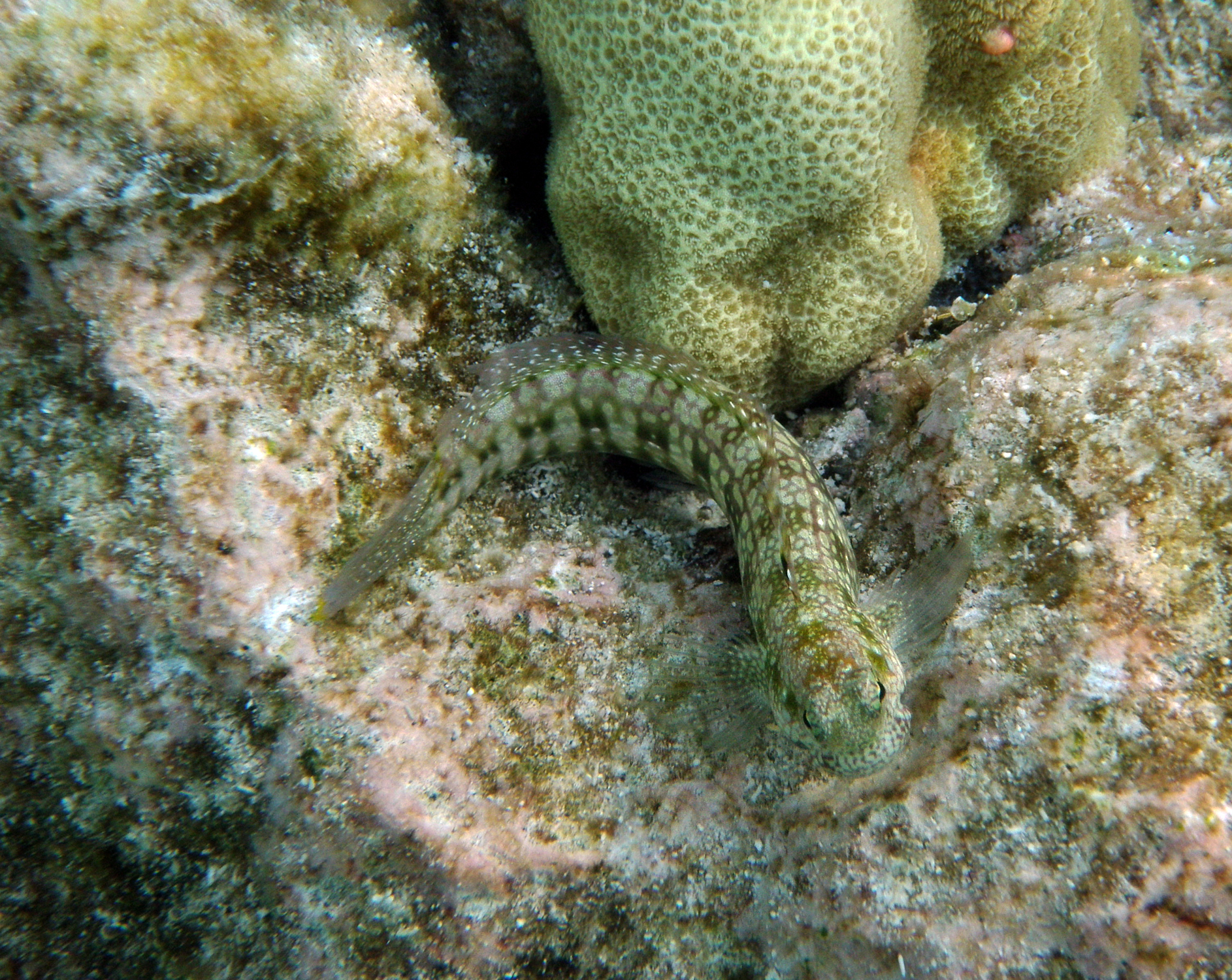
Entomacrodus marmoratus
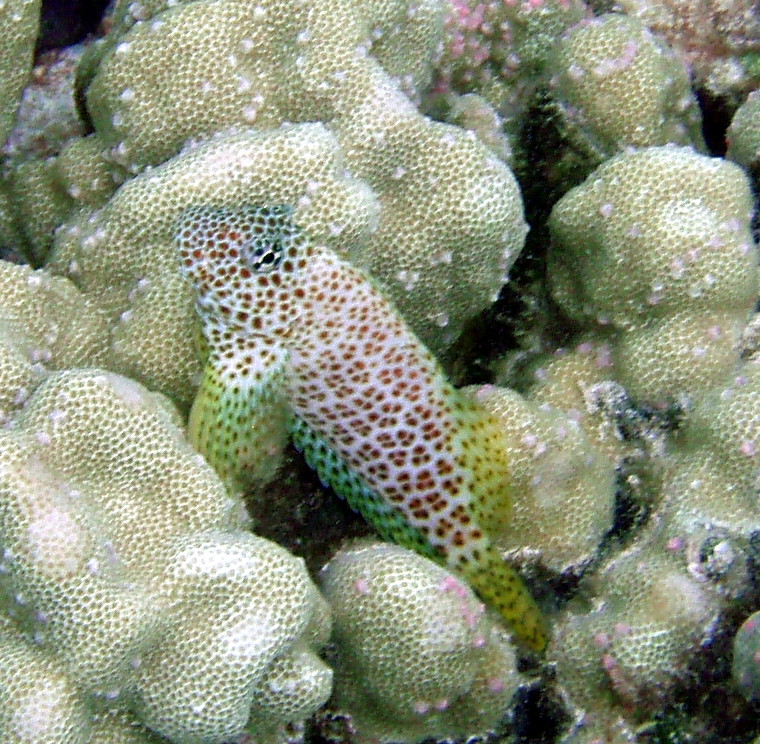
Exallias brevis
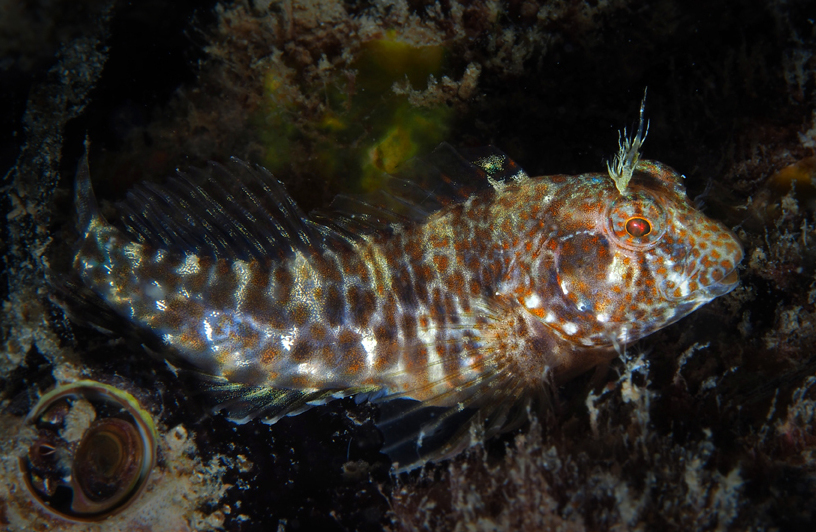
Hypleurochilus pseudoaequipinnis
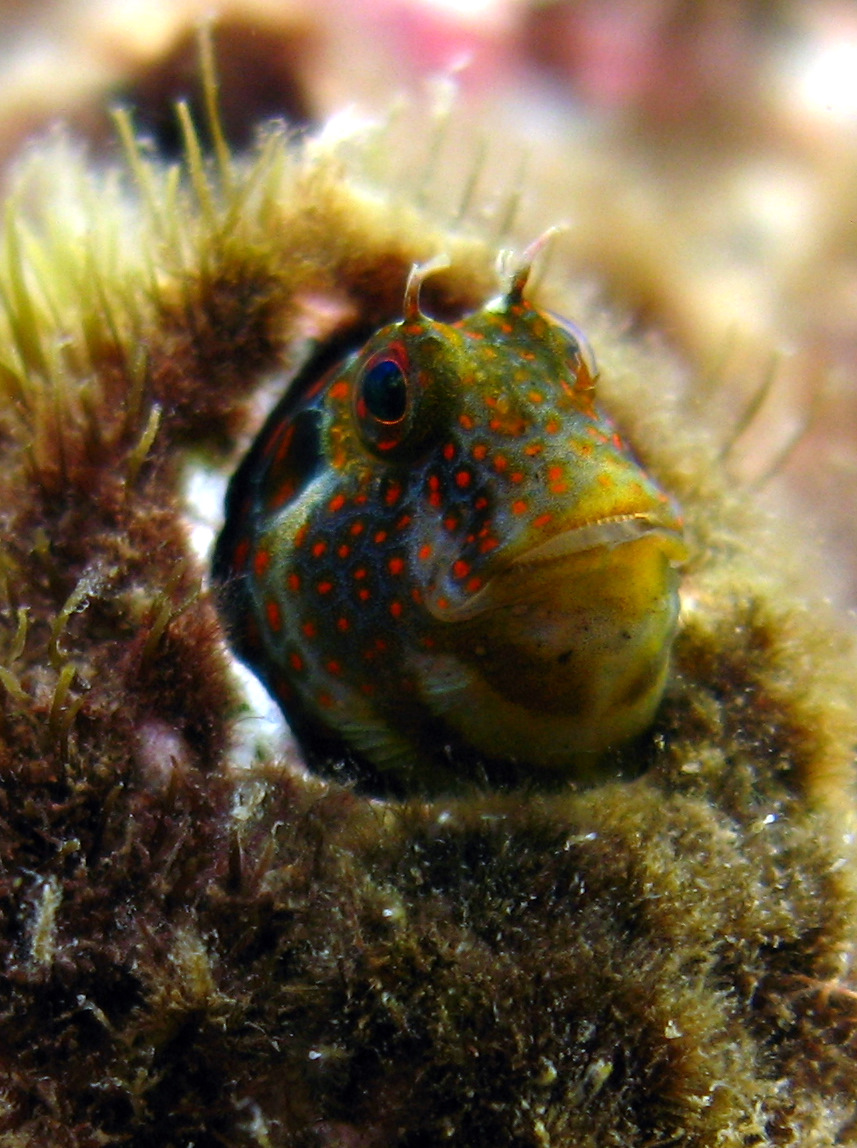
Hypsoblennius invemar
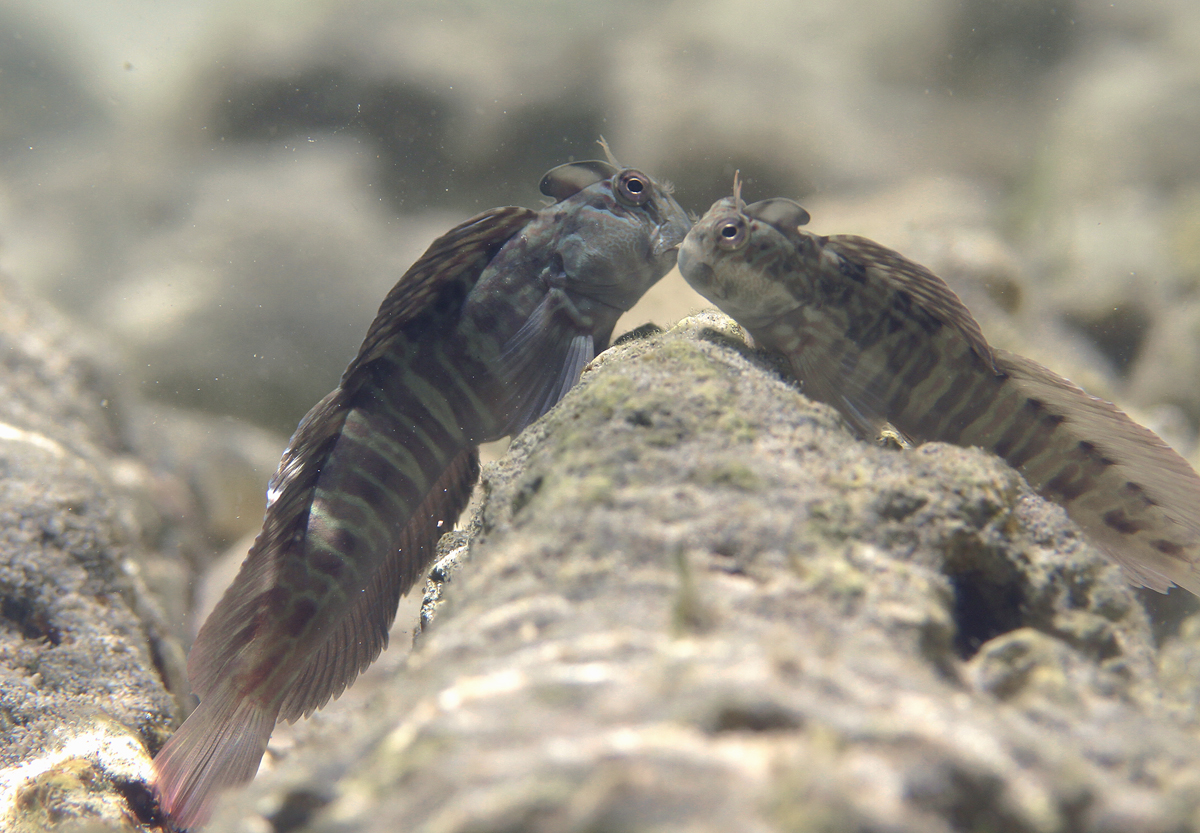
Istiblennius edentulus
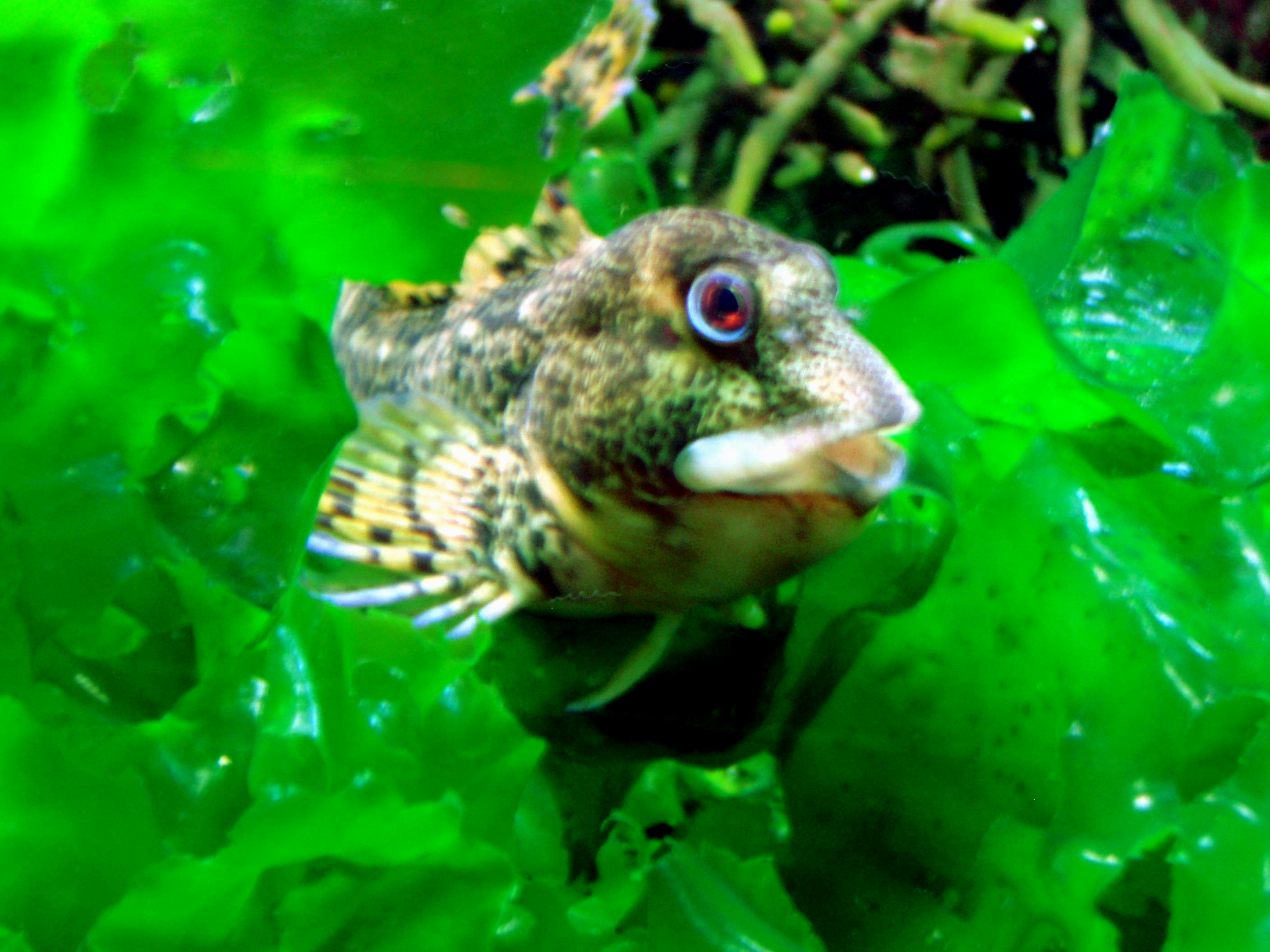
Lipophrys pholis
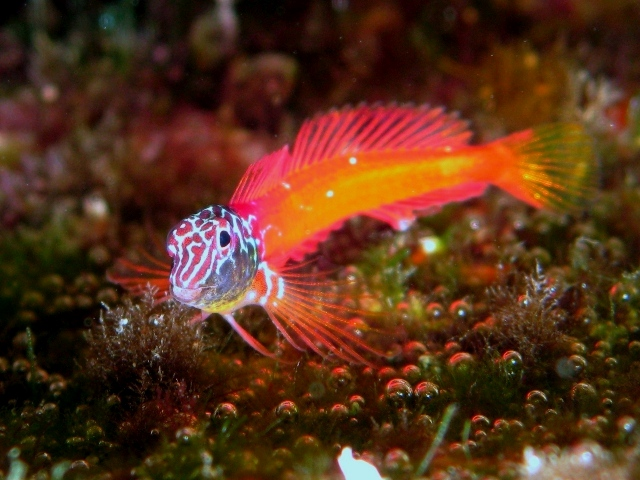
Microlipophrys nigriceps
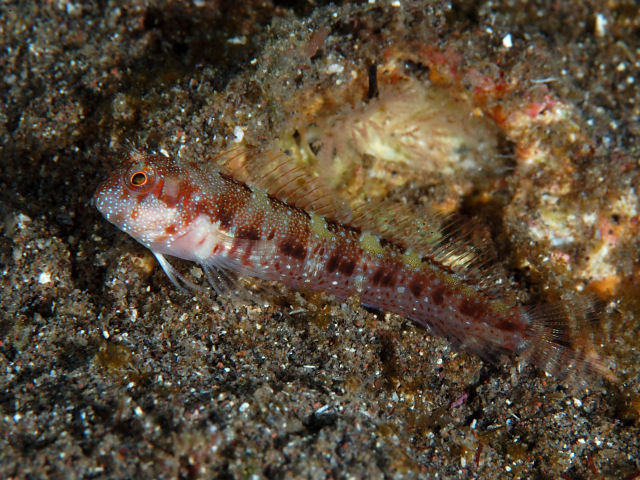
Mimoblennius atrocinctus
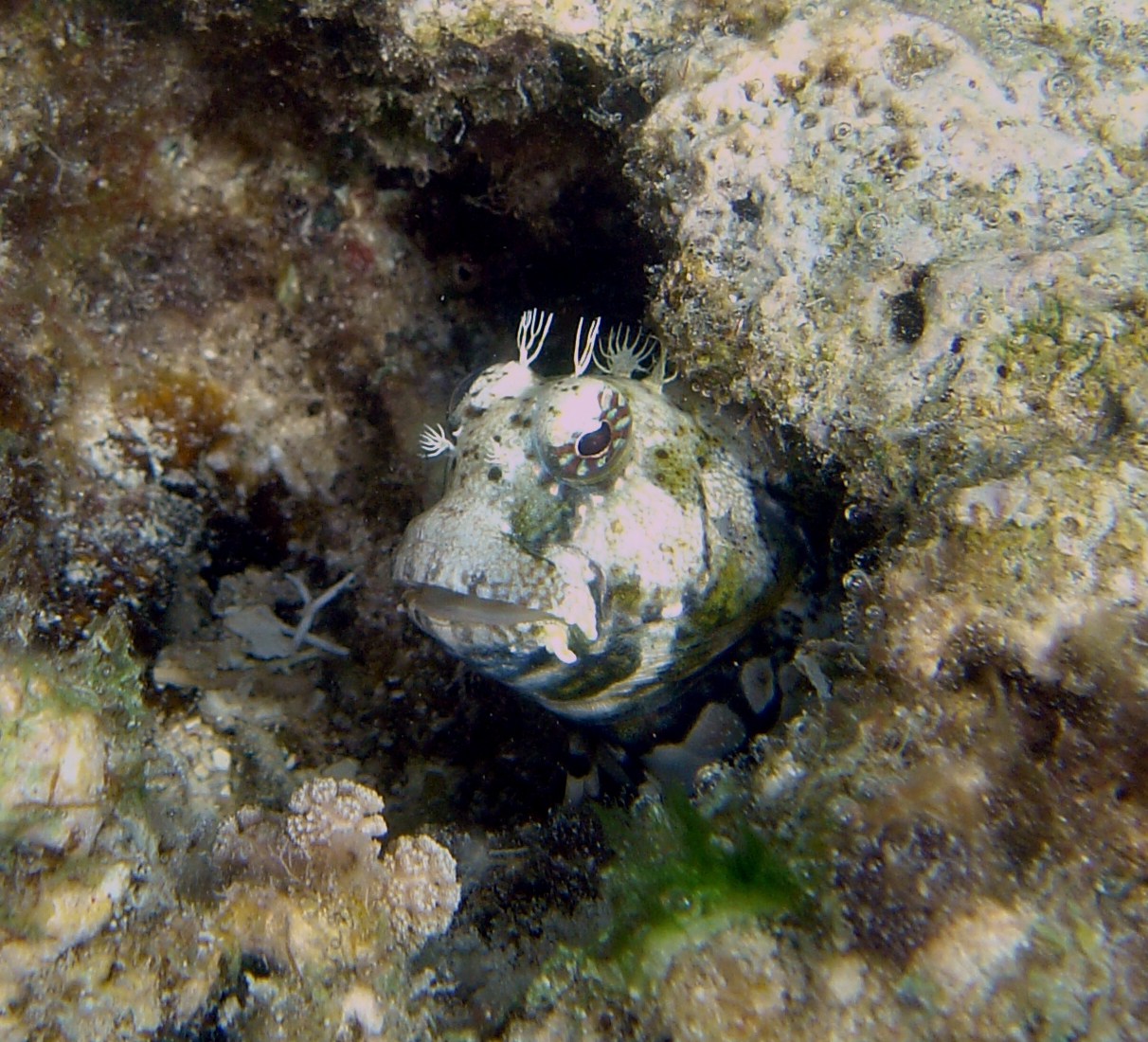
Nannosalarias nativitatis
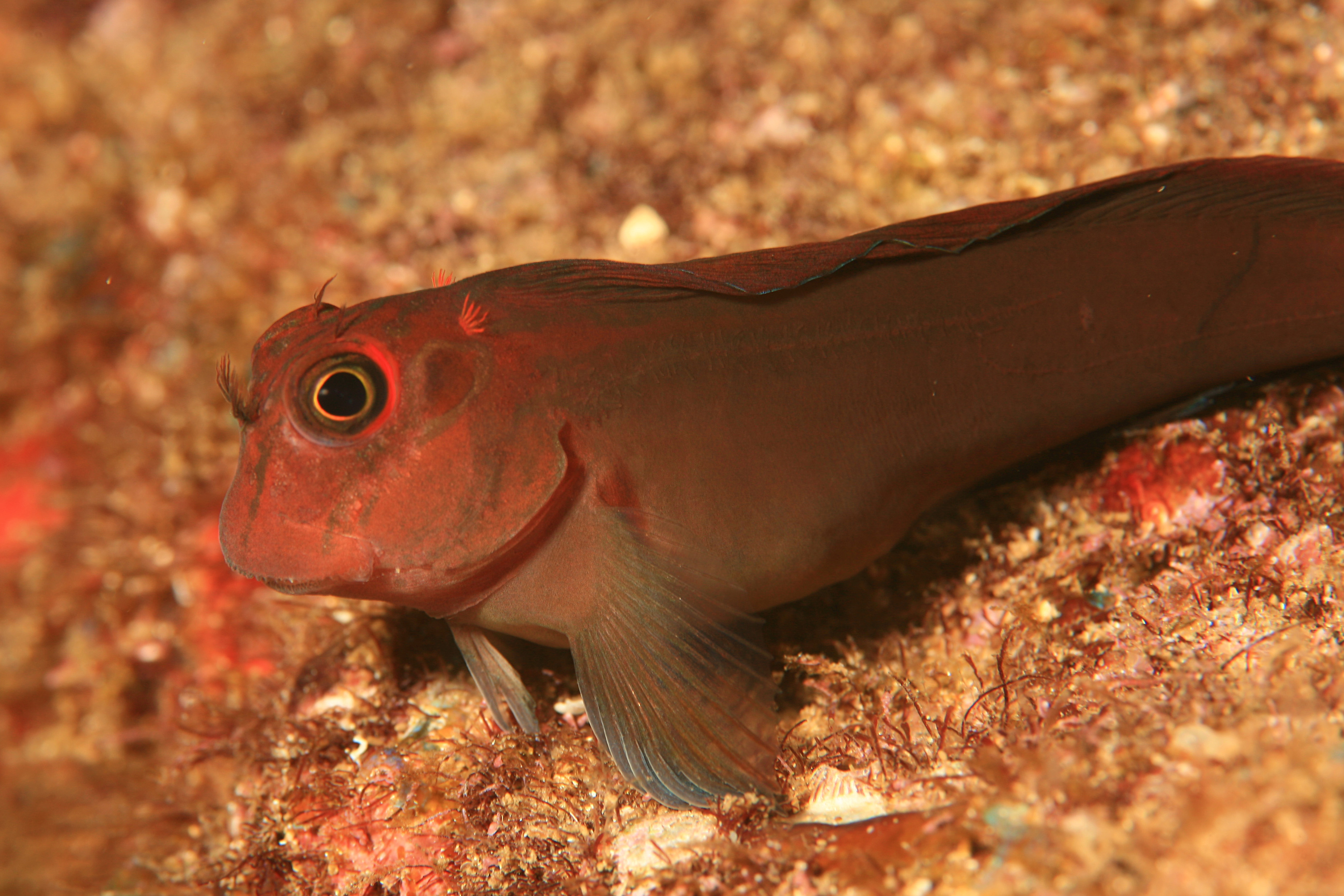
Ophioblennius steindachneri
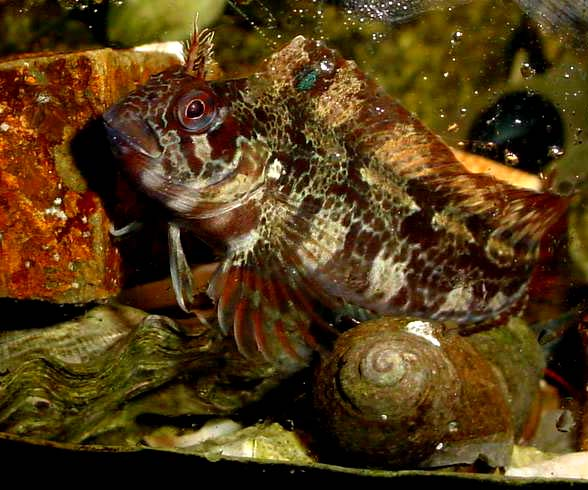
Parablennius gattorugine
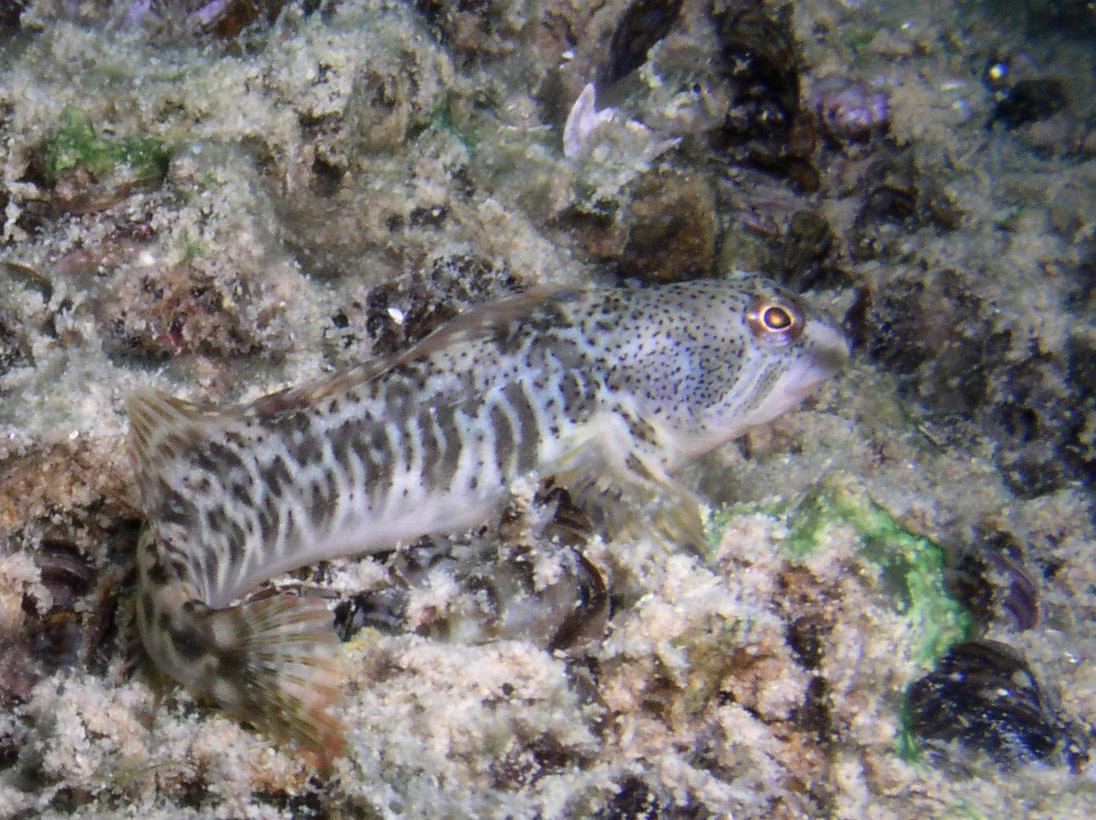
Salaria fluviatilis
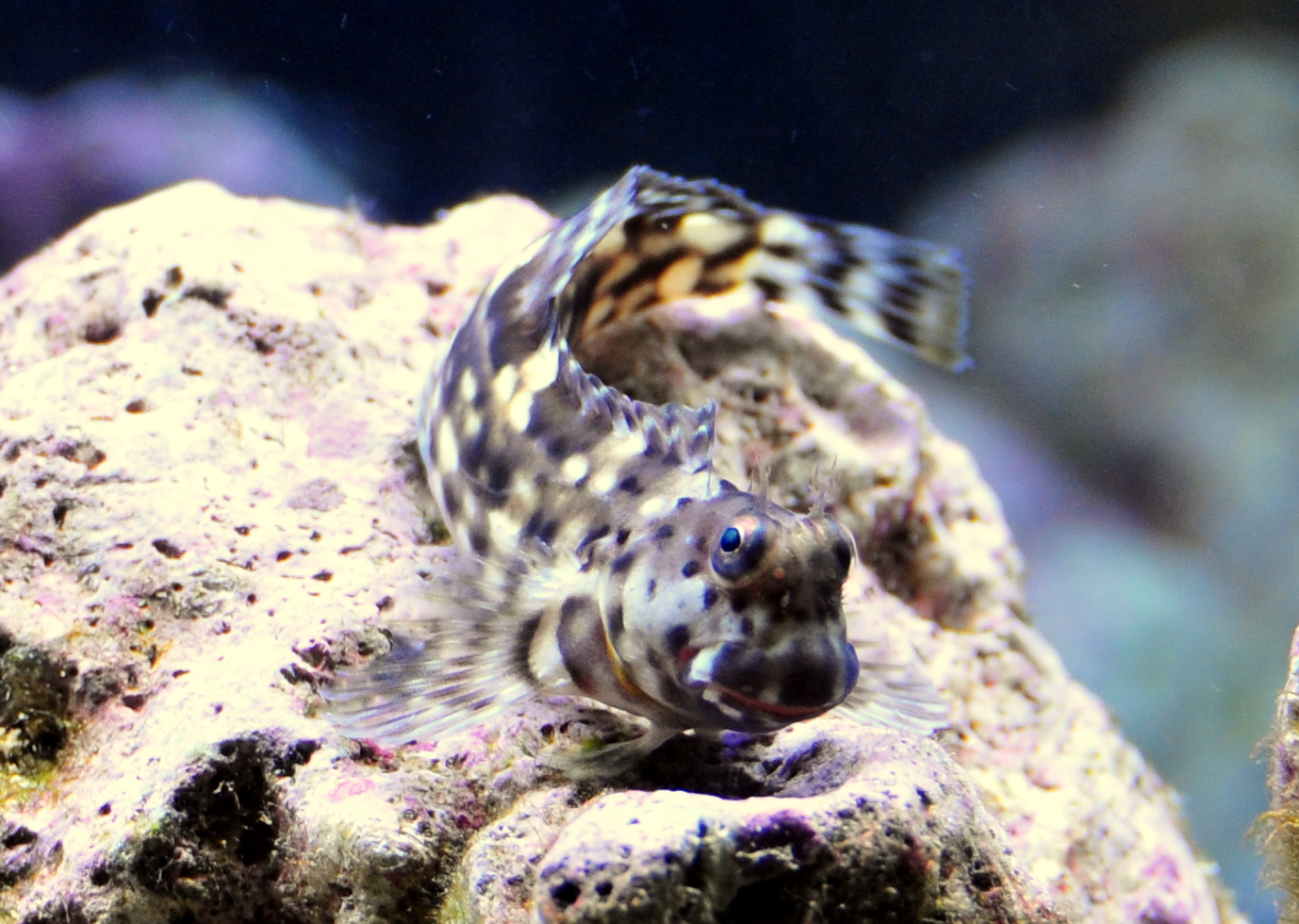
Salarias fasciatus
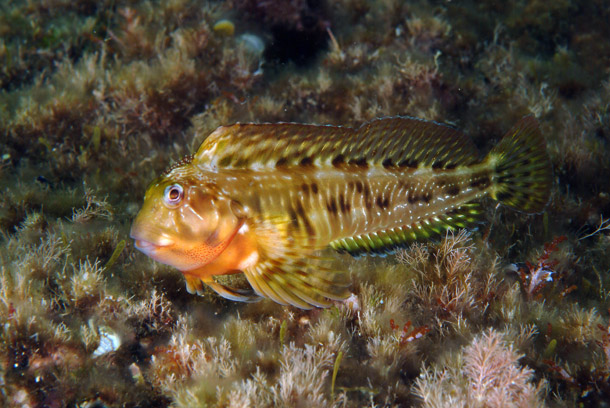
Scartella cristata
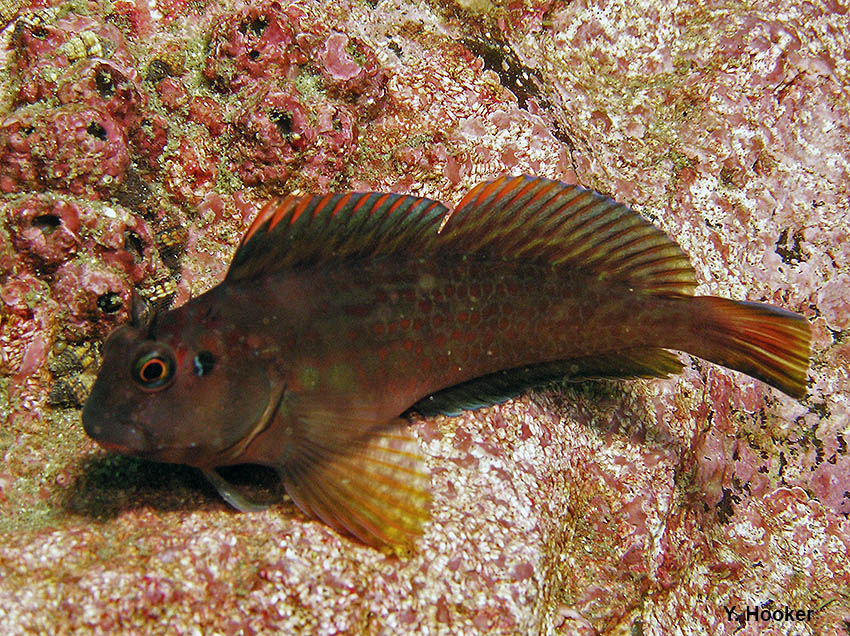
Scartichthys gigas
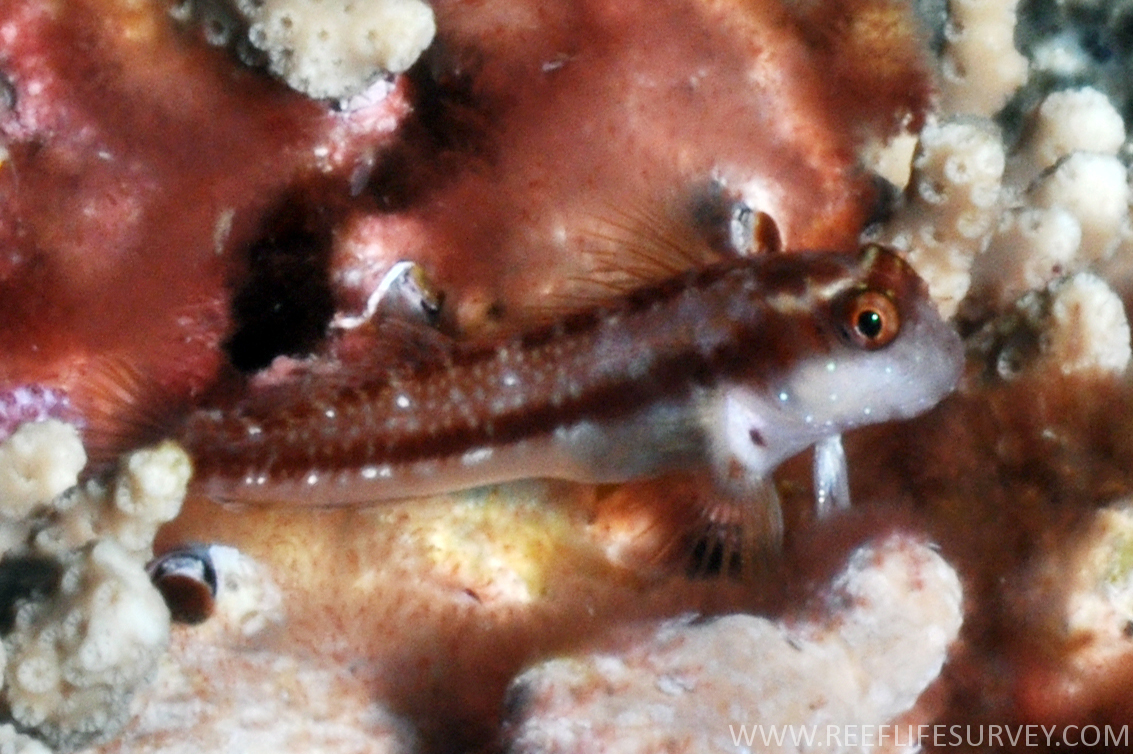
Stanulus talboti

## Systématique
Le nom valide complet (avec auteur) de ce taxon est Salariinae Gill, 1859.